# 費爾芒特 (馬里蘭州)
費爾芒特（英語：Fairmount）是位於美國馬里蘭州薩默塞特縣的一個普查規定居民點。

## 人口
根據2020年美國人口普查的數據，費爾芒特的面積為44.33平方千米，當中陸地面積為31.75平方千米，而水域面積為12.58平方千米。當地共有人口408人，而人口密度為每平方千米9.2人。